# Tilodon sexfasciatum
Tilodon sexfasciatum és una espècie de peix pertanyent a la família dels kifòsids i l'única del gènere Tilodon.

## Descripció
- Pot arribar a fer 40 cm de llargària màxima.
- 10 espines i 20-21 radis tous a l'aleta dorsal i 3 espines i 17-19 radis tous a l'anal.[2][3]

## Hàbitat
És un peix marí, demersal i de clima subtropical que viu fins als 120 m de fondària.

## Distribució geogràfica
Es troba a l'Índic oriental: el sud d'Austràlia.

## Observacions
És inofensiu per als humans.